# 쿠탈므쉬
쿠탈므쉬(튀르키예어: Kutalmış; 1063년 죽음)은 셀주크의 맏아들 아르슬란 야브구의 아들이자 룸 셀주크의 창건자 쉴레이만 샤 1세의 아버지이다.

## 이름
쿠탈므쉬라는 이름은 행복(튀르키예어: Kutlu)에 어원을 두고 있다.

## 생애
1025년, 가즈나 제국의 마흐무드는 아르슬란 야브구를 포로로 잡았다. 아르슬란의 아들인 쿠탈므쉬 역시 함께 사로 잡힌 것으로 보인다. 이후 이들은 칼린자르 성채에 연금되었다.
쿠탈므쉬는 이후 칼린자르 성을 탈출, 부하라로 돌아왔다. 이후 몇년 동안 아버지인 아르슬란을 구출하기 위해 튀르크멘 세력을 꾸렸으나 성공하지 못했다. 아르슬란 야브구는 연금상태에 있던 1033년 경 죽음을 맞이했다.
1040년, 투으룰과 차으르 형제가 단다나칸 전투에서 승리를 거두었다. 이후 형제는 쿠탈므쉬에게 주르잔과 담간을 정복하라 명령했다. 이후 투으룰이 이라크를 정복할 무렵에 쿠탈므쉬는 아제르바이잔 방면의 정복에 나섰다. 1045년/1046년에는 비잔틴 제국군과 아란 인근에서 전투를 치루어서 승리했다. 그 이듬해에는 간자를 정복했다. 1047년, 비잔틴의 공격으로 인해 무사 야브구의 아들 하산이 전사했다. 하산은 투으룰과 동모 형제였다. 그 복수를 위해 투으룰은 이브라힘 이날과 쿠탈므쉬를 파견했다. 두 사람은 에르주룸 인근에 본거지를 꾸리고 비잔틴 제국령을 약탈했다.
1055년 투으룰이 바그다드에 입성할 때 쿠탈므쉬 역시 동행했다. 이후 투으룰은 모술의 통치차 쿠라이쉬를 지원하기 위해 쿠탈므쉬를 파견했다. 1057년 1월 9일, 신자르 인근의 전투에서 쿠탈므쉬는 거의 죽을뻔 했다. 투으룰은 직접 모술로 왔고, 이 방면의 지휘를 이브라힘 이날에게 맡겼다. 쿠탈므쉬는 투으룰과 함께 바그다드로 돌아왔다.
1061년 쿠탈므쉬는 담간 지역에서 투으룰에 대항하는 반란을 일으켰다. 쿠탈므쉬가 반란을 일으킨 직접적 이유에 대한 기록은 존재하지 않는다. 다만 이 시기 투으룰이 차으르가 죽은 뒤 그의 아내와 결혼하며, 그 아들 쉴레이만을 후계자로 삼은 것이 원인이 아닌가 추측해볼 수 있다. 아르슬란 야브구가 셀주크의 장자였음으로, 셀주크 가문의 통치권은 투으룰에게 맡겨진 것으로 생각한 듯 하다. 투으룰은 곧바로 군대를 동원하지 않고 쿠탈므쉬와 협상을 진행했다. 그러나, 1063년 6월 4일 투으룰이 죽음을 맞이하여 협상은 파탄이 났다.
쿠탈므쉬는 직후 담간 지역을 떠나 하마단과 라이 사이에 유목하는 튀르크멘 부족들에게로 갔다. 이때 형제 레술 테긴 또한 그에게 합류했다. 쿠탈므쉬의 군세는 50,000명 규모로 커졌다. 쿠탈므쉬는 이 군대를 이끌고 라이를 포위하였다. (11월 15일) 그러나 또다른 왕위요구자, 알프 아르슬란의 장군 에르뎀의 군대가 담간 지역을 공격했다는 소식을 듣고는, 라이의 포위를 풀었다. 쿠탈므쉬는 이때 이동중이던 알프 아르슬란의 군대를 습격했다. 그러나 이 공격은 성공하지 못하였고, 쿠탈므쉬는 소수의 추종자들과 함께 겨우 빠져나올 수 있었다. 이들은 담간 지역의 성채 기르드쿠로 탈출하였으나, 그 과정에서 쿠탈므쉬는 낙마 사고로 죽음을 맞이했다. 쿠탈므쉬의 시신은 라이로 옮겨져, 투으룰의 영묘에 합장되었다. (12월 7일)
쿠탈므쉬의 네 아들, 쉴레이만 샤, 만수르, 알프 일리그 그리고 데블레트는 알프 아르슬란의 포로가 되었다. 재상 니잠 알물크는 쿠탈므쉬의 자식들 모두를 처형할 것을 조언했으나, 알프 아르슬란이 거부하여 이들은 살아남을 수 있었다.